# Bukit Damar
Bukit Damar is een bestuurslaag in het regentschap Rokan Hilir van de provincie Riau, Indonesië. Bukit Damar telt 3975 inwoners (volkstelling 2010).